# Pseudobithynia gittenbergeri
Pseudobithynia gittenbergeri is een slakkensoort uit de familie van de Bithyniidae. De wetenschappelijke naam van de soort is voor het eerst geldig gepubliceerd in 2009 door Gloer & Maassen.